# Ginástica rítmica nos Jogos Pan-Americanos de 2011 - Maças
A competição das maças foi um dos eventos da ginástica rítmica nos Jogos Pan-Americanos de 2011. Foi disputada no Complexo Nissan de Ginástica no dia 18 de outubro.

## Calendário
Horário local (UTC-6).
| Data          | Horário | Fase  |
| ------------- | ------- | ----- |
| 18 de outubro | 16:00   | Final |

## Medalhistas
| Ouro   | MEX Cynthia Valdez       |
| Prata  | BRA Angélica Kvieczynski |
| Bronze | CAN Miriam Chamilova     |

## Resultados
| Pos.              | Ginasta              | País               |        |
| ----------------- | -------------------- | ------------------ | ------ |
| Medalha de ouro   | Cynthia Valdez       | MEX México         | 25.775 |
| Medalha de prata  | Angélica Kvieczynski | BRA Brasil         | 25.150 |
| Medalha de bronze | Mariam Chamilova     | CAN Canadá         | 24.525 |
| 4                 | Darya Shara          | ARG Argentina      | 24.200 |
| 5                 | Julie Zetlin         | USA Estados Unidos | 24.075 |
| 6                 | Maria Kitkarska      | CAN Canadá         | 23.975 |
| 7                 | Shelby Kisiel        | USA Estados Unidos | 23.300 |
| 8                 | Dailen Cutiño        | CUB Cuba           | 22.600 |